# Rock Band Unplugged
Rock Band Unplugged è il primo capitolo per piattaforme portatili della serie di Rock Band sviluppato da Backbone Entertainment in collaborazione con Harmonix Music Systems e pubblicato da MTV Games e distribuito da Electronic Arts. Il gioco è pubblicato in esclusiva su PSP ed è stato distribuito il 9 giugno 2009.

## Modalità di gioco
Contrariamente a quanto avviene in Guitar Hero: On Tour e capitoli successivi su Nintendo DS, Rock Band Unplugged non si affida a nessuna periferica esterna in quanto modificherà sensibilmente il tipo di gameplay: seguendo ciò che la stessa Harmonix aveva già realizzato in passato con Frequency prima e Amplitude poi, sullo schermo vengono visualizzate tutte e quattro le parti strumentali contemporaneamente e il giocatore sarà libero di suonare le note saltando da un "manico" all'altro in tempo reale e suonando così di volta in volta le note dello strumento che preferisce. Dato che non ci sono microfoni per la voce, la traccia vocale di ogni canzone è composta da note che ripropongano la linea vocale dei vari brani.
Il titolo ripropone sia la possibilità di giocare una partita veloce che quella di fare una carriera solista non dissimile da quella dei titoli della serie "maggiore". Non è invece presente il multiplayer.

## Tracce
Il gioco è composto da 41 canzoni, presenti nella loro versione originale. Di seguito la tracklist completa.
1960:
- Pinball Wizard - The Who

1970:
- ABC - Jackson 5
- Aqualung - Jethro Tull
- Carry On Wayward Son - Kansas
- More Than a Feeling - Boston
- The Trees - Rush

1980:
- Ace of Spades - Motörhead
- Holiday in Cambodia - Dead Kennedys
- Livin' on a Prayer - Bon Jovi
- Message in a Bottle - The Police
- The Killing Jar - Siouxsie & the Banshees
- White Wedding - Billy Idol

1990:
- Alive - Pearl Jam
- Buddy Holly - Weezer
- Come Out and Play (Keep 'em Separated) - The Offspring
- De-Luxe - Lush
- Drain You - Nirvana
- Everlong - Foo Fighters
- I Was Wrong - Social Distortion
- Kryptonite - 3 Doors Down
- My Own Worst Enemy - Lit
- Painkiller - Judas Priest
- Spoonman - Soundgarden
- The Perfect Drug - Nine Inch Nails
- Today - Smashing Pumpkins
- What's My Age Again? - Blink-182
- Where'd You Go? - Mighty Mighty Bosstones
- Would? - Alice in Chains

2000:
- 3's and 7s - Queens of the Stone Age
- Chop Suey! - System of a Down
- Float On - Modest Mouse
- Gasoline - Audioslave
- Laid to Rest - Lamb of God
- Less Talk More Rokk - Freezepop
- Miss Murder - AFI
- Move Along - The All-American Rejects
- Mr. Brightside - The Killers
- Our Truth - Lacuna Coil
- Rock Your Socks - Tenacious D
- Show Me the Way - Black Tide
- The Middle - Jimmy Eat World

È stato inoltre ufficializzato il supporto alla possibilità di acquistare nuove canzoni da un apposito store online utilizzando la connessione Wi-Fi della piattaforma.